# Gornja Jurkovica
Gornja Jurkovica je naselje v občini Gradiška, Bosna in Hercegovina. 

## Deli naselja
Babići, Gajići, Galić, Gornja Jurkovica, Laloši, Majstorovići in Spasojevići.

## Prebivalstvo
| Pregled števila prebivalcev po letih | Pregled števila prebivalcev po letih | Pregled števila prebivalcev po letih | Pregled števila prebivalcev po letih | Pregled števila prebivalcev po letih | Pregled števila prebivalcev po letih |
| ------------------------------------ | ------------------------------------ | ------------------------------------ | ------------------------------------ | ------------------------------------ | ------------------------------------ |
| 1948                                 | 1953                                 | 1961                                 | 1971                                 | 1981                                 | 1991                                 |
| -                                    | -                                    | -                                    | 442                                  | 333                                  | 297                                  |

| Narodna sestava prebivalstva po letih                                                                                      | Narodna sestava prebivalstva po letih                                                                                       | Narodna sestava prebivalstva po letih                                                                                       |
| --- | --- | --- |
| 1971 | 1981 | 1991 |
| . skupaj: 442 Srbi 438 (99,09 %) Hrvati 1 (0,22 %) Muslimani 0 (0,00 %) Jugoslovani 0 (0,00 %) drugi in neznano 3 (0,67 %) | . skupaj: 333 Srbi 308 (92,49 %) Hrvati 0 (0,00 %) Muslimani 0 (0,00 %) Jugoslovani 25 (7,50 %) drugi in neznano 0 (0,00 %) | . skupaj: 297 Srbi 275 (92,59 %) Hrvati 9 (3,03 %) Muslimani 0 (0,00 %) Jugoslovani 2 (0,67 %) drugi in neznano 11 (3,70 %) |